# ریش‌پری (سرده)
ریش‌پری (سرده) (نام علمی: Pennisetum) نام یک سرده از تیره گندمیان است.